# Pietro Consagra
Pietro Consagra (Mazara del Vallo, 6 ottobre 1920 – Milano, 16 luglio 2005) è stato uno scultore e scrittore italiano, uno dei più prestigiosi esponenti dell'astrattismo internazionale.

## Biografia
Compiuti gli studi all'Accademia di belle arti di Palermo, nel 1944 si trasferisce a Roma, dove aderisce all'astrattismo partecipando al gruppo "Gruppo Forma 1" (1947), che rivendicava «la libertà di essere ad un tempo marxisti e formalisti», cioè astrattisti e frequenta l'Osteria Fratelli Menghi, noto punto di ritrovo per pittori, registi, sceneggiatori, scrittori e poeti tra gli anni quaranta e settanta. A Roma lavora nello studio di Mazzacurati e in quello di Guttuso, dove conosce Piero Dorazio, Ugo Attardi, Carla Accardi, Antonio Sanfilippo, Achille Perilli, Mino Guerrini e Turcato. Fu proprio assieme a questi artisti che Consagra prepara nel marzo del 1947 il manifesto del gruppo astrattista "Gruppo Forma 1", in cui veniva teorizzata la lezione dell'astrattismo, appresa grazie ad un viaggio parigino organizzato dalla gioventù comunista.
La scultura di Consagra si propone secondo un suo dichiarato programma; così l'artista sintetizzava la sua personale poetica: 
Nel 1948 partecipa alla Rassegna nazionale delle arti figurative (V Quadriennale Nazionale d'Arte) di Roma.
Nel 1962 partecipa, insieme ai più importanti scultori internazionali dell'epoca, alla mostra Sculture nella città organizzata da Giovanni Carandente nell'ambito del V Festival dei Due Mondi a Spoleto. Presenta due sculture in acciaio: Colloquio col vento e Colloquio spoletino o Colloquio con il demonio. Quest'ultima venne donata alla città di Spoleto; temporaneamente conservata nell'atrio del Museo Carandente, è tornata nella collocazione originaria in via Salara vecchia. Colloquio col vento venne acquisito da James Johnson Sweeney per il Houston Museum of Fine Arts. Nel 1964 realizza Uomini che vengono dal mare, una fontana-scultura donata alla sua città natale, Mazara del Vallo, e collocata in Piazza Mokarta.
Partito da una ricerca sui materiali, in seguito realizza sculture quasi bidimensionali ("Colloquio con la speranza", 1957, bronzo, Parigi, Museo Nazionale d'Arte Moderna), nelle quali tende ad annullare lo spessore sino a giungere alle lamine dello spessore di due decimi di millimetro nelle "Sottilissime" e al massimo spessore degli edifici della "Città frontale" del 1968, una proposta urbanistica polemicamente utopica cui ha dedicato anche l'omonimo "pamphlet" (1969) e che lo ha portato ad inserire nello spazio reale le costruzioni monumentali del Meeting a Gibellina e dell'arco sull'autostrada. Nel 1964 conosce la critica d'arte Carla Lonzi che diviene la sua compagna di vita sino al 1982.
Nel 1978 è tra i promotori di un importante documento sulla salvaguardia dei centri storici che prese il nome di "Carta di Matera". In relazione alla "Carta di Matera" è la creazione degli undici ferri bifrontali di Matera, nati per essere posizionati nei rioni Sassi. Il comune, per i suoi meriti, gli conferì la cittadinanza onoraria.
Per la ricostruzione di Gibellina nel Belice realizza nel 1981 una grande stella, alta 24 metri, in acciaio inox: la Stella d'ingresso al Belice.
Per il grande parco di sculture d'arte contemporanea a cielo aperto di Fiumara d'arte Consagra realizza la prima opera del parco, posta alla foce della fiumara e intitolata La materia poteva non esserci, commissionatagli nel 1982 dal mecenate Antonio Presti e inaugurata il 12 ottobre 1986.
Fra le sue ultime grandi opere, nel 1998, esegue una scultura in marmo, dedicata a Giano, alta più di cinque metri, situata a Largo Santa Susanna a Roma.
Insignito della medaglia d'oro come Benemerito della Cultura e dell'Arte dal presidente Carlo Azeglio Ciampi, oltre che scultore, Consagra fu scrittore e critico, collaboratore di molte pubblicazioni d'arte, scrisse La necessità della scultura (1952), La città frontale e Vita mia (1980), opera autobiografica, e fu personalità di rilievo nel mondo culturale di un periodo storico di determinante importanza per l'arte italiana, negli anni quaranta, che videro la nascita dell'astrattismo.

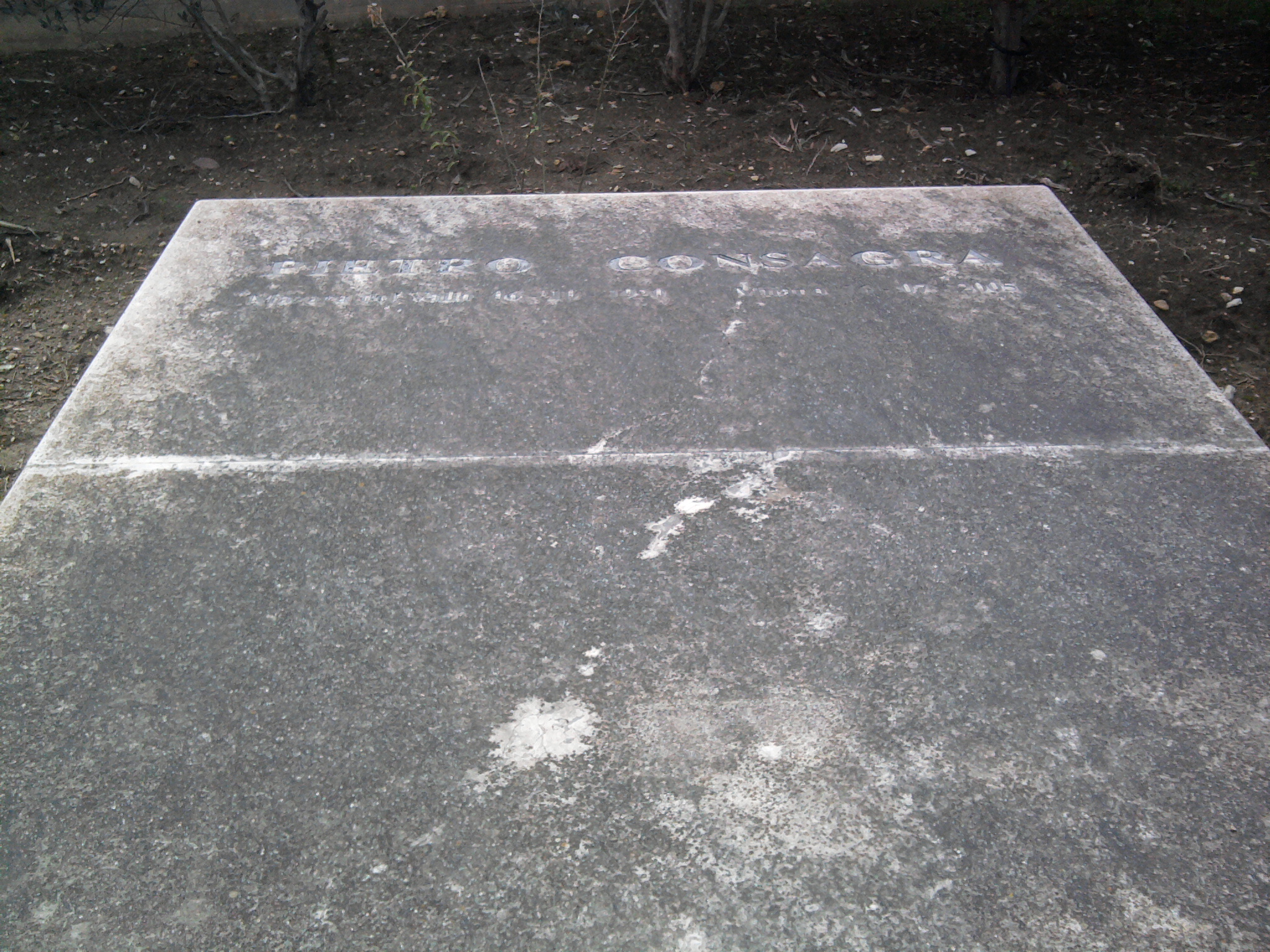
Tomba di Consagra a Gibellina

Consagra muore a Milano, città nella quale da dieci anni si era stabilito definitivamente, ed è seppellito per sua espressa volontà nel cimitero di Gibellina.

## Consagra nei musei
Italia
- Archivio Storico delle Arti Contemporanee, Venezia
- Biblioteca Nazionale Centrale, Roma
- Centro studi e archivio della comunicazione, Parma
- Fondazione Biscozzi Rimbaud Lecce
- Fondazione Istituto di Alta Cultura Orestiadi, Gibellina
- Galleria d'arte moderna, Palermo
- Galleria Nazionale d'Arte Moderna, Roma
- Museo all'aperto Bilotti (MAB), Cosenza
- Museo Civico d'Arte Contemporanea "Ludovico Corrao", Gibellina
- Museo d'arte contemporanea Villa Croce, Genova
- Museo d'arte moderna di Bologna, MAMbo, Bologna
- Museo Novecento, Firenze
- Museo della scultura contemporanea -  (MUSMA), Matera
- Osservatorio dell'arte contemporanea in Sicilia - (Museum), Bagheria
- Museo Carandente, Spoleto
- Palazzo del Quirinale, Roma
- Peggy Guggenheim Collection, Venezia
- Pinacoteca di Brera, Milano
- Salerniana, Trapani

Germania
- Ludwig Museum, Colonia
- Sprengel Museum, Hannover

Francia

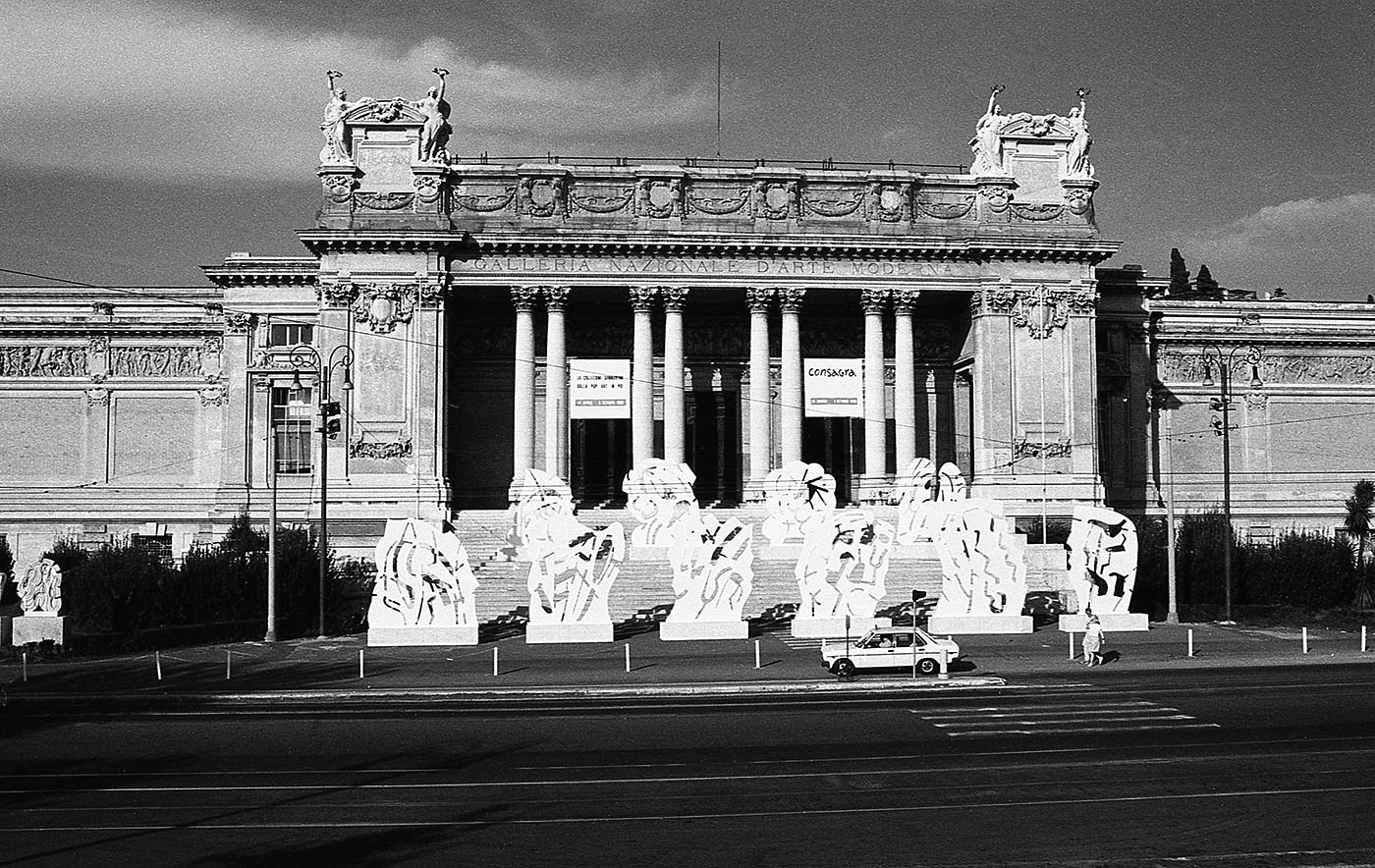
Mostra di Consagra alla GNAM Roma 1989

- Fondation Christian et Yvonne Zervos, Vézelay
- Musée national d'Art Moderne Centre Georges Pompidou, Parigi
- Musée d'Art et d'Industrie, Saint Etienne
- Musée de Brou, Bourg-en-Bresse

Inghilterra
- Tate Modern, Londra

Finlandia
- Ateneum, Helsinki
- Kiasma, Helsinki

Belgio
- Koninklijk Museum voor Schone Kunsten, Anversa
- Musée de la Sculpture en Plein Air, Anversa- Middelheim

Olanda
- Boijmans van Beuningen, Rotterdam

Croazia
- Galerija Suvremene Umjetnosti, Zagabria

Russia
- Ermitage, San Pietroburgo

Svizzera
- LAC - Lugano Arte Cultura, Lugano

Brasile
- Museu de Arte Contemporanea, San Paolo

Argentina
- Museo Nacional de Bellas Artes, Buenos Aires

Stati Uniti
- Albrigt-Knox Art Gallery, Buffalo
- Carnegie Museum of Art, Pittsburgh
- Cummings Arts Center, Connecticut College, New London
- Grinnel College Art Collection, Grinnel
- Hirshhorn Museum and Sculpture Garden, Washington
- Institute of Art, Minneapolis
- Museum of Fine Arts, Houston
- Museum of Modern Art, New York
- National Gallery of Art, Washington
- New Orleans Museum of Art, New Orleans
- Philadelphia Museum of Art, Philadelphia
- Solomon R. Guggenheim Museum, New York
- Spencer Museum of Art, University of Kansas, Lawrence
- Stamford Museum & Nature Center, Stamford
- The Washington University Gallery of Art, Saint Louis
- University Art Gallery, Yale
- University of California, Los Angeles

Canada
- Art Gallery of Hamilton, Hamilton
- Art Gallery of Ontario, Toronto

## Onorificenze
1983: Premio Feltrinelli conferito dall'Accademia dei Lincei per la Scultura.